# SP-221
A SP-221 é uma rodovia transversal do estado de São Paulo, administrada pelo Departamento de Estradas de Rodagem do Estado de São Paulo (DER-SP).

## Denominações
Recebe as seguintes denominações em seu trajeto:
Nome:	Francisca Mendes Ribeiro, Rodovia
- De - até:	SP-68 (São José do Barreiro) - Parque Nacional da Bocaina
- Legislação:	LEI 5.381 DE 22/10/86

## Descrição
A rodovia não é asfaltada. Principais pontos de passagem: SP 068 (São José do Barreiro) - Parque Nacional da Bocaina

## Características

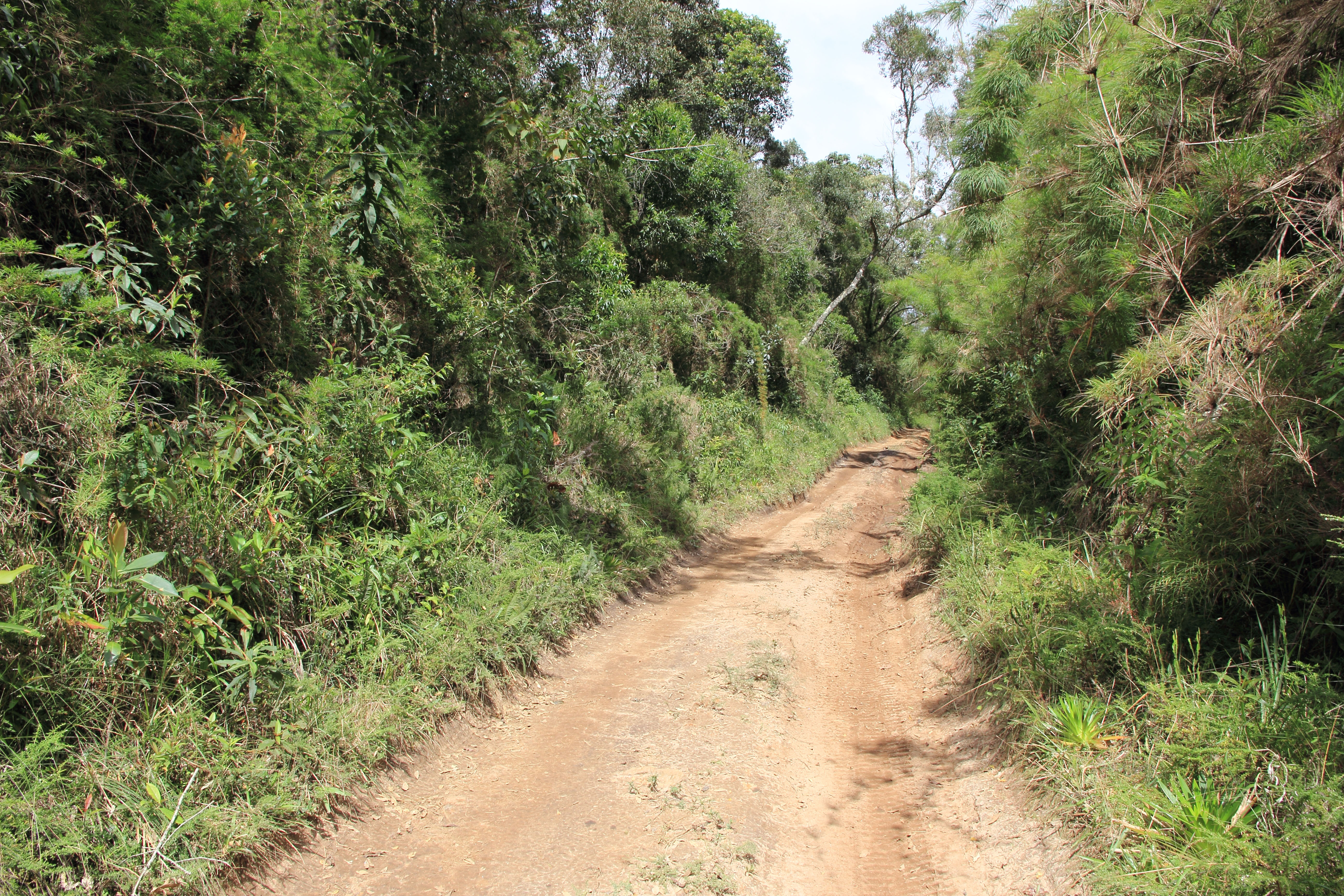
Trecho da SP-221.

### Extensão
- Km Inicial: 0,000
- Km Final: 35,000

### Localidades atendidas
- São José do Barreiro